# اوشترنینبورگر لاند
اوشترنینبورگر لاند (به آلمانی: Osternienburger Land) یک شهر در آلمان است که در آنهالت-بیترفلد واقع شده‌است. اوشترنینبورگر لاند ۹٬۶۷۳ نفر جمعیت دارد.